# Retspraksis
Retspraksis er en retskilde, der består af domstolenes tidligere domme (eller afgørelser) i sager, hvilket i nogle tilfælde har betydning for afgørelsen af lignende sager. Dommene danner således præcedens og bliver udtryk for gældende ret.
Når såvel dommere som advokater skeler til retspraksis skyldes det et ønske om, at borgerne skal have en lige behandling i ens sager. Retspraksis indgår som led i fortolkningen af lovteksten, hvor man enten skeler til pågældende lov eller en lignende lov. Vigtigst er Højesterets retspraksis i den sammenhæng, mens byretterne rangerer lavest.
Retspraksis spiller en særlig rolle på ikke-lovregulerede områder, hvor den med tiden vil kunne skabe en klar retstilstand, der er lige så entydig, som hvis der var tale om en lov.
En vigtig kilde til retspraksis er juridiske tidsskrifter som Ugeskrift for Retsvæsen.
I retssystemer baseret på civil law, dvs. tilsvarende det danske, har retspraksis normalt mindre betydning. Hvorimod retspraksis i retssystemer, der bygger på common law, fx Storbritannien og USA, som regel udgør det centrale grundlag for domstolenes afgørelser.

## Fast retspraksis
Fast retspraksis betegner retspraksis, som domstole gennem længere tidsrum konsekvent har fastholdt en bestemt retssætning i domstolenes afgørelser. Begrebet fast retspraksis har en begrænset udbredelse i den juridiske litteratur.